# Contractus trinus
Le contractus trinus, contractus triplex ou en français triple contrat, était un ensemble de contrats élaborés par les banquiers et les commerçants européens au Moyen Âge, notamment la famille Fugger, comme méthode pour contourner les dispositions du droit canonique interdisant l'usure.

## Concept
Une série de trois contrats distincts étaient ainsi proposés aux demandeurs de prêt : un contrat de partenariat (societas), un contrat de vente (emptio-venditio) et un contrat d'assurance (assecuratio). Chacun de ces contrats était autorisé par le droit canon, mais ensemble, ils avaient en substance l'effet d'un prêt à intérêt.
Le triple contrat fonctionnait ainsi : le prêteur investit une somme égale au montant de financement demandé par l'emprunteur pendant un an, en échange de quoi celui-ci souscrit alors une assurance pour l'investissement auprès de l'emprunteur et lui vend le droit à tout bénéfice réalisé sur la période selon un pourcentage prédéfini. Ce système permet ainsi de reproduite les effets d'un prêt avec n'importe quel taux d'intérêt convenu entre les parties, mais a aussi l'avantage de protéger le créancier contre le débiteur en cas d'insolvabilité et de contourner l'interdiction de l'usure.

## Réflexions juridique

### Critiques
Jusqu'au début du XVIe siècle, le triple contrat fut universellement condamné par les juristes et les théologiens catholiques car constituant un prêt à intérêt implicite. Ainsi, Thomas de Vio,Francisco de Vitoria, Domingo de Soto ou encore Franciscus Zypaeus le critiquèrent au nom de l'application scrupuleuse de l'interdit frappant l'usure. Suivant leurs opinions, le pape Sixte V condamne en 1586, dans sa bulle Detestabilis avaritia, la pratique des crédits commerciaux, illustrée notamment par le triple contrat. 
Wolfgang Musculus, bien que théologien protestant, a une opinion nuancée sur le triple contrat : bien qu'il puisse le tolérer, il l'estime toutefois répréhensible moralement en ce que les investisseurs, trop préoccupés par l'amour de l'argent, ne pratiquent plus la charité. Il demande aussi aux autorités du Saint-Empire d'interdire tous les contrats usuraires et illicites. Cette position aura ensuite une grande influence sur Lambert Daneau.

### Défense
Pilier juridique du capitalisme commercial, le triple contrat fut toutefois défendu pour son intérêt pratique. C'est ainsi que Johannes Eck fut le premier à défendre la validité du triple contrat en 1515, lors d'une réunion organisée par la Famille Fugger. 
Si comme indiqués précédemment, les premiers membres de l'École de Salamanque se montrent critiques du triple contrat, les membres plus tardifs se montrèrent au contraire assez vifs dans leurs défenses de la pratique. Ainsi en est-il de Leonardus Lessius qui, après un examen approfondi du respect de l'équité au sein des différents contrats utilisés et un rejet des arguments de ces prédécesseurs, cherche à légitimer les pratiques commerciales et regrette une interdiction qui, selon lui, nuit aux intérêts de la société.
À la fin du XVIIe siècle, la plupart des théologiens moralistes catholiques validèrent la pratique du triple contrat. Comme le note le théologiens protestants Gisbertus Voetius, de nombreux papistes comme Juan Azor ou Jean van Malderen défendent désormais cette pratique.

## Biographie
- Wim Decock, « L'esprit catholique du capitalisme. Éthique et investissement selon Musculus et Lessius », dans L. Brunori et al. (dir.), Le Droit face à l’économie sans travail. Tome I. Sources intellectuelles, acteurs, résolution des conflits, Garnier, 2019, p. 57-85